# Aromat (krydda)

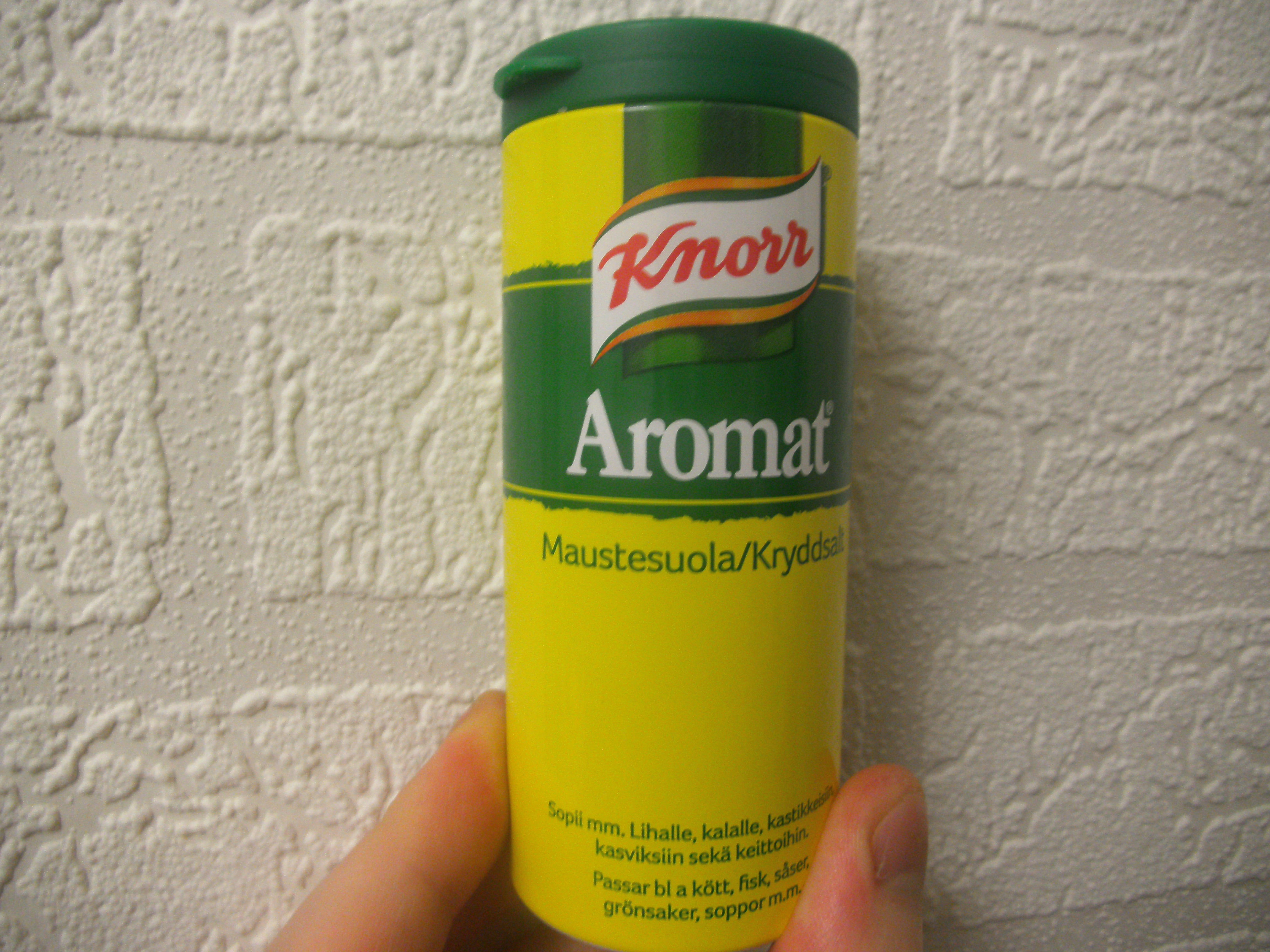
Fotografi på en aromatburk

Aromat är ett varumärke för en kryddblandning från Knorr som innehåller salt, mononatriumglutamat (E621), mjölksocker, stärkelse, jästextrakt, lök, solrosolja, palmfett, kryddor (bland annat vitlök och selleri), karljohansvamp och smörsopp. Salthalten i Aromat är 57,9 procent. Den säljs i kryddburk och påse och fanns även i varianten Ört Aromat.
Aromat används främst som smakförstärkare och kan användas i maträtter som exempelvis potatismos, kötträtter och soppor.